# Premis Butaca de 2023
La vint-i-novena edició dels Premis Butaca de teatre es va celebrar el 20 de novembre de 2023 al Pavelló d'Esports de Premià de Mar i va ser retransmesa a través d'internet per Xala! i la Xarxa de Televisions Locals.

Els grans triomfadors van ser Tots eren fills meus (Teatre Lliure) i L'alegria que passa (Dagoll Dagom), amb cinc estatuetes cadascun.
Pallassos sense Fronteres va rebre el Premi Butaca Honorífic Anna Lizaran per la "trajectòria de 30 anys centrats en una causa solidària en l'àmbit mundial". Pallassos sense Fronteres treballa per donar suport emocional i psicològic a la infància que pateix les conseqüències dels conflictes bèl·lics i els desastres naturals arreu del món i a la que es troba en situació de vulnerabilitat i exclusió social a Catalunya.

## Palmarès i nominacions

### Premi Butaca al millor muntatge teatral
| Obra                              | Productora                                             | Resultat  |
| --------------------------------- | ------------------------------------------------------ | --------- |
| Tots eren fills meus              | Teatre Lliure                                          | Guanyador |
| L'adversari                       | Temporada Alta                                         | Nominat   |
| Les amistats perilloses           | Teatre Lliure                                          | Nominat   |
| Coralina, la serventa amorosa     | La Perla 29                                            | Nominat   |
| L'illa deserta                    | La Brutal                                              | Nominat   |
| Tot el que passarà a partir d'ara | Teatre Lliure                                          | Nominat   |
| La trena                          | La Perla 29                                            | Nominat   |
| Zona inundable                    | Teatre Nacional de Catalunya/Teatre Principal de Palma | Nominat   |

### Premi Butaca al millor musical
| Obra                | Productora                             | Resultat  |
| ------------------- | -------------------------------------- | --------- |
| L'alegria que passa | Dagoll Dagom                           | Guanyador |
| Golfus de Roma      | Focus/Festival de Mérida               | Nominat   |
| Pares Normals       | Minoria Absoluta/Els Amics de les Arts | Nominat   |
| Tuelf Points        | Suerte en Mi Vida Producciones         | Nominat   |

### Premi Butaca al millor espectacle de dansa
| Obra    | Productora                             | Resultat  |
| ------- | -------------------------------------- | --------- |
| Odissea | Mercat de les Flors/Teatros del Canal  | Guanyador |
| Beneath | Thomas Noone Dance/Mercat de les Flors | Nominat   |
| Cowards | Dansa Metropolitana                    | Nominat   |

### Premi Butaca al millor espectacle de petit format
| Obra                          | Productora                            | Resultat  |
| ----------------------------- | ------------------------------------- | --------- |
| Dirrrty Boys                  | Cia. Las Bestias                      | Guanyador |
| Adéu, Jane!                   | Binomi                                | Nominat   |
| Els secundaris                | El Maldà                              | Nominat   |
| Sucia                         | MNZ/Bella Batalla/Teatro de la Abadía | Nominat   |
| Títuba, bruixa negra i ramera | Periferia Cimarronas/Hibiscus         | Nominat   |

### Premi Butaca a la millor espectacle per a públic familiar
| Obra                                  | Productora        | Resultat  |
| ------------------------------------- | ----------------- | --------- |
| Momo                                  | Cia. Anna Roca    | Guanyador |
| La gata que volia canviar la història | Cia. Thomas Noone | Nominat   |
| Rave                                  | Teatre Lliure     | Nominat   |

### Premi Butaca a la millor direcció
| Director/a               | Obra                              | Resultat   |
| ------------------------ | --------------------------------- | ---------- |
| Clara Segura             | La trena                          | Guanyadora |
| Daniel Anglès            | Golfus de Roma                    | Nominat    |
| Marc Artigau i Queralt   | L'illa deserta                    | Nominat    |
| Glòria Balañá i Altimira | Tot el que passarà a partir d'ara | Nominada   |
| Àgata Casanovas          | Dirrrty Boys                      | Nominada   |
| Carol López              | Les amistats perilloses           | Nominada   |
| Julio Manrique           | L'adversari                       | Nominat    |
| David Selvas             | Tots eren fills meus              | Nominat    |

### Premi Butaca a la millor actriu
| Actriu               | Obra                          | Resultat   |
| -------------------- | ----------------------------- | ---------- |
| Emma Vilarasau       | Tots eren fills meus          | Guanyadora |
| Mireia Aixalà        | Coralina, la serventa amorosa | Nominada   |
| Mònica López         | Les amistats perilloses       | Nominada   |
| María Rodríguez Soto | L'illa deserta                | Nominada   |

### Premi Butaca al millor actor
| Actor           | Obra                              | Resultat  |
| --------------- | --------------------------------- | --------- |
| Jordi Bosch     | Tots eren fills meus              | Guanyador |
| Pere Arquillué  | L'adversari                       | Nominat   |
| Nil Cardoner    | Tot el que passarà a partir d'ara | Nominat   |
| Carles Martínez | L'adversari                       | Nominat   |

### Premi Butaca a la millor actriu de musical
| Actor            | Obra                | Resultat   |
| ---------------- | ------------------- | ---------- |
| Àngels Gonyalons | L'alegria que passa | Guanyadora |
| Mariona Castillo | L'alegria que passa | Nominada   |
| Mercè Martínez   | Golfus de Roma      | Nominada   |
| Ana San Martín   | Golfus de Roma      | Nominada   |

### Premi Butaca al millor actor de musical
| Actor       | Obra                               | Resultat  |
| ----------- | ---------------------------------- | --------- |
| Eloi Gómez  | L'alegria que passa/Golfus de Roma | Guanyador |
| Jordi Bosch | Golfus de Roma                     | Nominat   |
| Toni Viñals | Grease                             | Nominat   |
| Rubén Yuste | Pretty Woman                       | Nominat   |

### Premi Butaca a la millor actriu de repartiment
| Actriu        | Obra                    | Resultat   |
| ------------- | ----------------------- | ---------- |
| Mireia Aixalà | Amèrica                 | Guanyadora |
| Pepa López    | Zona inundable          | Nominada   |
| Mima Riera    | Les amistats perilloses | Nominada   |
| Elena Tarrats | Les amistats perilloses | Nominada   |

### Premi Butaca al millor actor de repartiment
| Actor            | Obra                          | Resultat  |
| ---------------- | ----------------------------- | --------- |
| Quim Àvila       | Tots eren fills meus          | Guanyador |
| Joan Arqué       | Coralina, la serventa amorosa | Nominat   |
| Eduardo Lloveras | Tots eren fills meus          | Nominat   |
| Jaume Viñas      | Coralina, la serventa amorosa | Nominat   |

### Premi Butaca al millor intèrpret femení de dansa
| Actor            | Obra    | Resultat   |
| ---------------- | ------- | ---------- |
| Ariadna Jordan   | Odissea | Guanyadora |
| Nilüfer Ackanbas | Odissea | Nominada   |
| Berta Martí      | Beneath | Nominada   |

### Premi Butaca al millor intèrpret masculí de dansa
| Actor             | Obra    | Resultat  |
| ----------------- | ------- | --------- |
| Àngel Duran       | Cowards | Guanyador |
| Yeinner Chicas    | Cowards | Nominat   |
| Julio León Torres | Odissea | Nominat   |

### Premi Butaca a la millor actriu revelació
| Actor          | Obra      | Resultat   |
| -------------- | --------- | ---------- |
| Tamara Ndong   | Amèrica   | Guanyadora |
| Daniela Fumadó | Fàtima    | Nominada   |
| Mireia Sala    | Res de tu | Nominada   |

### Premi Butaca al millor actor revelació
| Actor         | Obra              | Resultat  |
| ------------- | ----------------- | --------- |
| Martí Cordero | Dirrrty Boys      | Guanyador |
| Sergi Espina  | Dirrty Boys       | Nominat   |
| Pau Rossell   | Ivan i els gossos | Nominat   |

### Premi Butaca a la millor escenografia
| Finalistes        | Obra                                 | Resultat  |
| ----------------- | ------------------------------------ | --------- |
| Alejandro Andújar | Tots eren fills meus                 | Guanyador |
| Paco Azorín       | Terra Baixa. Reconstrucció d'un crim | Nominat   |
| Joana Martí       | Zona inundable                       | Nominada  |
| Marc Salicrú      | El temps i els Conway                | Nominat   |

### Premi Butaca al millor disseny de llums
| Finalistes      | Obra                 | Resultat   |
| --------------- | -------------------- | ---------- |
| Paula Costas    | Dirrrty Boys         | Guanyadora |
| Mingo Albir     | Tots eren fills meus | Nominat    |
| Sylvia Kuchinow | Zona inundable       | Nominada   |
| Jaume Ventura   | L'adversari          | Nominat    |

### Premi Butaca al millor vestuari
| Finalistes     | Obra                    | Resultat   |
| -------------- | ----------------------- | ---------- |
| Montse Amenós  | Golfus de Roma          | Guanyadora |
| Josep Abril    | Macbeth                 | Nominat    |
| Maria Armengol | Tots eren fills meus    | Nominada   |
| Nidia Tusal    | Les amistats perilloses | Nominada   |

### Premi Butaca a la millor caracterització
| Finalistes           | Obra                 | Resultat   |
| -------------------- | -------------------- | ---------- |
| Núria Llunell        | Golfus de Roma       | Guanyadora |
| Alexis Ferrer        | Macbeth              | Nominat    |
| Ignasi Ruíz          | Tots eren fills meus | Nominat    |
| Óscar Soler Marchena | Nit de reis          | Nominat    |

### Premi Butaca al millor text teatral
| Obra                              | Autor/a          | Resultat  |
| --------------------------------- | ---------------- | --------- |
| Dirrrty Boys                      | Gerard Guix      | Guanyador |
| Sucia                             | Bàrbara Mestanza | Nominat   |
| Tot el que passarà a partir d'ara | Joan Yago        | Nominat   |
| Zona inundable                    | Marta Barceló    | Nominat   |

### Premi Butaca a la millor coreografia
| Actor        | Obra    | Resultat   |
| ------------ | ------- | ---------- |
| Maria Rovira | Odissea | Guanyadora |
| Àngel Duran  | Cowards | Nominat    |
| Thomas Noone | Beneath | Nominat    |

### Premi Butaca a la millor composició musical
| Finalistes            | Obra                               | Resultat  |
| --------------------- | ---------------------------------- | --------- |
| Andreu Gallén         | L'alegria que passa                | Guanyador |
| Carles Alarcón        | 3 desitjos                         | Nominat   |
| Els Amics de les Arts | Pares Normals                      | Nominats  |
| Gerard Sesé           | El poliamor és així -de complicat- | Nominat   |

### Premi Butaca al millor espai sonor
| Finalistes         | Obra                 | Resultat  |
| ------------------ | -------------------- | --------- |
| Jordi Ballvé       | L'alegria que passa  | Guanyador |
| Damien Bazin       | Tots eren fills meus | Nominat   |
| Roc Mateu i Refree | Yerma                | Nominats  |
| Nacho López        | Zona inundable       | Nominat   |

### Butaca Honorífica-Anna Lizaran
- Pallassos sense Fronteres